# Bratrský spor
Bratrský spor (německy: Bruderzwist) byl konflikt mezi Rudolfem II., císařem Svaté říše římské, a jeho bratrem Matyášem na počátku 17. století.
Do sporu byli hluboce zapleteni i jejich další bratři (Maxmilián III. a Albrecht VII.) a jejich bratranci, zejména Ferdinand II. a Leopold V. Tento rodinný spor oslabil postavení Habsburků a umožnil stavům jejich říší získat rozsáhlé politické a náboženské ústupky.
Rakouský spisovatel 19. století Franz Grillparzer věnoval těmto událostem divadelní hru.